# Державне підприємство «УКРМЕТРТЕСТСТАНДАРТ»
Державне підприємство «Всеукраїнський державний науково-виробничий центр стандартизації, метрології, сертифікації та захисту прав споживачів» ( ДП «УКРМЕТРТЕСТСТАНДАРТ») — державне підприємство в Україні, основними сферами діяльності якого є метрологія, оцінка відповідності та стандартизація.
У складі підприємства діють 4 науково-виробничі і науково-технічні інститути, які займаються всіма сферами метрологічної діяльності. Станом на початок 2025 року у ДП «УКРМЕТРТЕСТСТАНДАРТ» зберігається 28 національних еталонів одиниць вимірювання, які створені у рамках реалізації державних програм створення та удосконалення національної еталонної бази України. Калібрувальні та вимірювальні можливості (CMC)  лабораторій метрологічних інститутів мають міжнародне визнання у рамках Угоди CIPM MRA , яку підписали 255 національні метрологічні інститути (2025) з 100 країн світу.
Підприємство має орган з оцінки відповідності до складу якого входять оснащені сучасним обладнанням випробувальні центри та лабораторії, які свою компетентність підтверджують акредитацією в Hаціональному агентстві з акредитації України (НААУ) . Акредитовані випробувальні лабораторії беруть участь у національних і міжнародних раундах професійного тестування , .

## Історія
1902 року створена повірочна палатка в м. Києві, спадкоємцем якої сьогодні є ДП «УКРМЕТРТЕСТСТАНДАРТ».
1966 року Київська державна контрольна лабораторія з вимірювальної техніки реорганізована в Українську республіканську лабораторію держнагляду за стандартами і вимірювальною технікою.
1970 року на базі Української республіканської лабораторії держнагляду за стандартами і вимірювальною технікою створений Український республіканський центр метрології і стандартизації (УРЦМС), як організаційно-технічний і науково-методичний центр з питань розвитку і удосконалення стандартизації і метрологічного забезпечення народного господарства України.
1980 року УРЦМС перейменований в Український центр стандартизації і метрології (УкрЦСМ).
1992 року Український центр стандартизації і метрології перейменований в Український науково-виробничий центр стандартизації, метрології і сертифікації.
1995 року Український науково-виробничий центр стандартизації, метрології і сертифікації перейменований в Український державний науково-виробничий центр стандартизації, метрології і сертифікації.
2003 року УкрЦСМ був перетворений у Державне підприємство «Всеукраїнський державний науково-виробничий центр стандартизації, метрології, сертифікації та захисту прав споживачів» (ДП «УКРМЕТРТЕСТСТАНДАРТ») .

## Сфера діяльності
ДП «УКРМЕТРТЕСТСТАНДАРТ» — підприємство, що діє у галузі стандартизації, метрології та оцінки відповідності .
Калібрувальна служба ДП «УКРМЕТРТЕСТСТАНДАРТ» акредитована Hаціональним агентством з акредитації України (НААУ) . Підприємство уповноважене на проведення повірки засобів вимірювальної техніки, що перебувають в експлуатації . 
Орган з сертифікації продукції, систем управління ДП «УКРМЕТРТЕСТСТАНДАРТ»  і його випробувальні центри акредитовані Hаціональним агентством з акредитації України .
УкрТЕСТ ДП «УКРМЕТРТЕСТСТАНДАРТ» визнаний як Національний сертифікаційний орган та випробувальна лабораторія у системі сертифікації Міжнародної електротехнічної комісії (IEC) (Система МЕКСЕ). Завдяки визнанню результатів робіт з оцінки відповідності вітчизняна продукція може безперешкодно постачатися до 53 країн-членів Системи МЕКСЕ.

## Науково-дослідна робота
Підприємство має власну еталонну базу, яка забезпечує потреби національної економіки у метрологічних послугах і визнання результатів оцінки відповідності на європейському та міжнародному рівнях. Метрологічні інститути підприємства здійснюють щорічні науково-дослідні роботи у рамках реалізації державних програм створення та удосконалення національної еталонної бази України.
На базі підприємства створені та діють 7-м національних технічних комітетів стандартизації України, зокрема у сфері метрології:
- ТК 90 «Засоби вимірювання електричних і магнітних величин» (голова - доктор технічних наук, професор Величко Олег Миколайович);
- ТК 122 «Аналіз газів, рідких та твердих речовин» (голова - кандидат хімічних наук Рожнов Михайло Степанович);
- ТК 156 «Прилади для вимірювання маси, сили, деформації та механічних випробувань матеріалів» (голова - доктор технічних наук, професор Самойленко  Олександр Миколайович) тощо [6].

## Наукова діяльність
У ДП «УКРМЕТРТЕСТСТАНДАРТ» працює 4 доктори наук, 3 професори, 29 кандидатів наук.
4 науковці підприємства удостоєні почесних звань України:
- Мухаровський Михайло Якович, кандидат технічних наук — «Заслужений працівник промисловості України»;
- Величко Олег Миколайович, доктор технічних наук, професор — «Заслужений діяч науки і техніки України»;
- Жалдак Микола Степанович — «Заслужений метролог України»;
- Кузьменко Юрій Володимирович, кандидат технічних наук — «Заслужений метролог України».

З 1992 р. в ДП «УКРМЕТРТЕСТСТАНДАРТ» успішно розвиваються три наукові школи у галузі метрології та метрологічної діяльності з розробки науково-методичних основ і створення засобів метрологічного забезпечення та інформаційних технологій в галузі: геометричних та механічних вимірювань; електромагнітних вимірювань; фізико-хімічних вимірювань. Основні завдання шкіл – створення національних первинних та вторинних еталонів, реалізація відтворення одиниць і передавання їх розмірів, забезпечення єдності вимірювань, розробка нових методів та методик виконання вимірювань у зазначених видах, забезпечення еквівалентності національних еталонів з міжнародними, їх міжнародне визнання.
Одним з основних напрямків наукової діяльності підприємства є науково-методична робота з розроблення стандартів та методик повірки і калібрування. За останні роки загальна кількість розроблених науковцями методичних документів з повірки та калібрування засобів вимірювальної техніки перевищила декілька сотень .
Пріоритетним у роботі науковців ДП «Укрметртестстандарт» є  участь у міжнародних метрологічних і регіональних організаціях з питань метрології, а саме: Міжнародне бюро мір і ваг (BIPM), Міжнародна організація законодавчої метрології (OIML), Міжнародно конфедерація вимірювань (ІМЕКО), Європейська асоціація національних метрологічних інститутів (EURAMET) тощо.
Наукові видання:
- «Measurements infrastructure»[9].

Відомі доктори і кандидати наук:
- Величко Олег Миколайович
- Самойленко Олександр Миколайович
- Гордієнко Тетяна Богданівна
- Кузьменко Юрій Володимирович
- Рожнов Михайло Степанович

## Репутація
2004 року ДП «УКРМЕТРТЕСТСТАНДАРТ» запровадив власну систему управління якістю, відповідність якої вимогам міжнародного стандарту ISO 9001 було підтверджено в державній системі сертифікації.
2006 року орган з сертифікації продукції, систем управління ДП «УКРМЕТРТЕСТСТАНДАРТ» та його випробувальні центри акредитовані Національним агентством з акредитації України (НААУ) на відповідність європейським та міжнародним стандартам.
2007 року ДП «УКРМЕТРТЕСТСТАНДАРТ» отримав офіційний дозвіл від Міжнародного бюро мір і ваг (BIPM) використовувати логотип CIPM MRA (Угода про взаємне визнання національних еталонів і сертифікатів калібрування і вимірювання, що видаються національними метрологічними інститутами).
2015 року ДП «УКРМЕТРТЕСТСТАНДАРТ» став першим в Україні акредитованим НААУ органом з оцінки відповідності продукції на відповідність міжнародному стандарту ISO/IEC 17065.
2016 року Hаціональне агентство з акредитації України (НААУ)  підтвердило компетентність Калібрувальної служби ДП «УКРМЕТРТЕСТСТАНДАРТ» відповідно до вимог міжнародного стандарту ISO/IEC 17025 .